# 토리 크루그

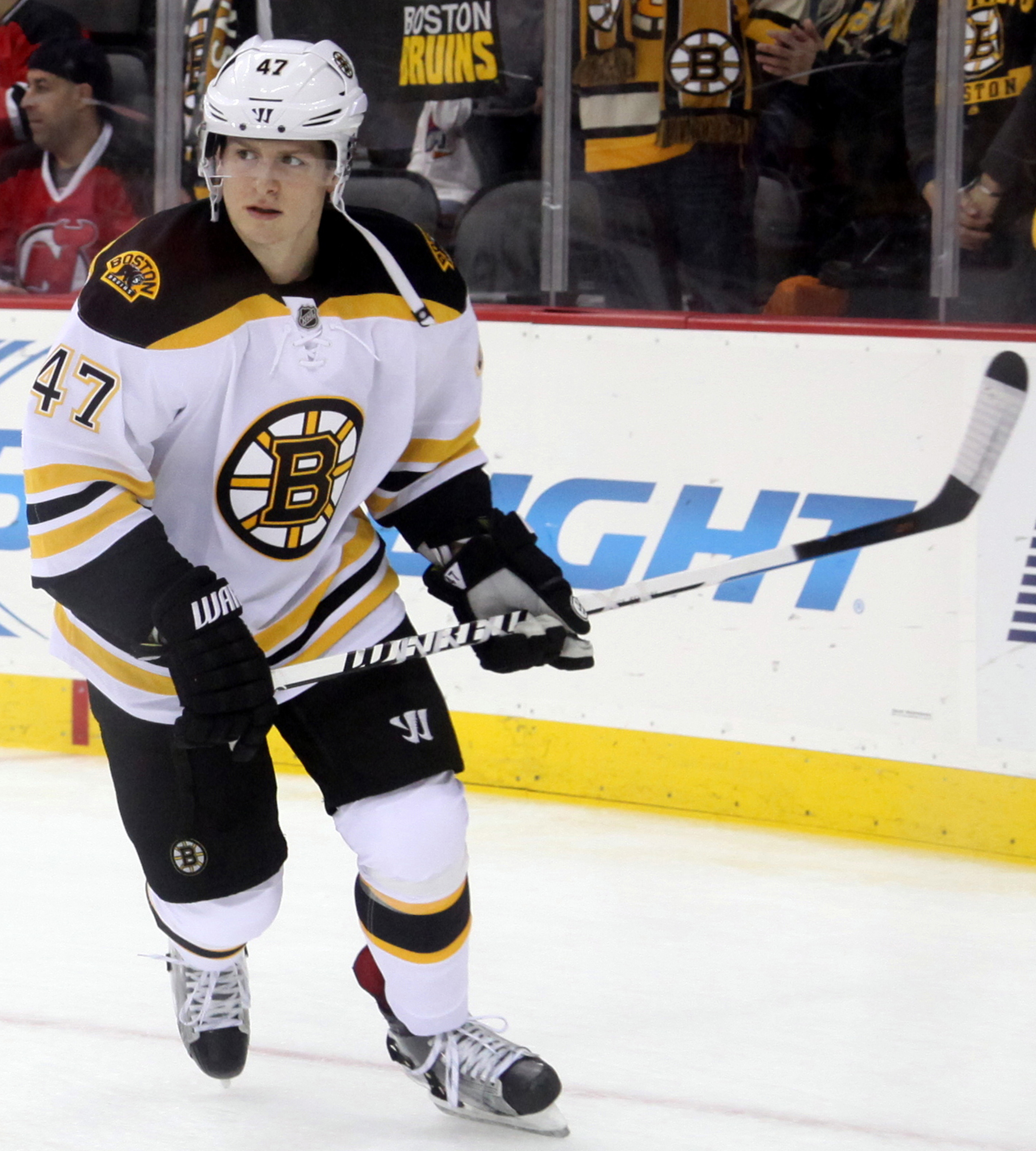
2016년 보스턴 브루인스에서의 모습

토리 크루그(Torey Krug, /kruːɡ/ KROOG, 1991년 4월 12일 ~ )는 내셔널 하키 리그의 세인트루이스 블루스(St. Louis Blues) 소속 미국 프로 아이스하키 수비수이다. 크루그는 이전에 2012년부터 2020년까지 보스턴 브루인스에서 뛰었다.
드래프트되지 않은 미시간 주립 대학교에서 NCAA 하키를 뛰었고 미국 하키 리그(USHL)의 인디애나 아이스에서도 뛰며 팀 최초의 타이틀인 클라크 컵에서 우승했다.
2012년에 크루그는 CCHA 올해의 선수로 선정되었으며 호비베이커상(Hobey Baker Award) 최종 후보에 올랐다.